# Závadka (Gelnica)
Závadka (deutsch Trichtbrunn, ungarisch Görögfalu – bis 1907 Zavadka) ist eine Gemeinde im Osten der Slowakei mit 634 Einwohnern (Stand 31. Dezember 2024), die zum Okres Gelnica, einem Kreis des Košický kraj gehört und zur traditionellen Landschaft Zips gezählt wird.

## Geographie
Die Gemeinde befindet sich im Gebirge Hnilecké vrchy, im Einzugsbereich des Flusses Hnilec. Das Ortszentrum liegt auf einer Höhe von 819 m n.m. und ist 26 Straßenkilometer von Spišská Nová Ves sowie 38 Straßenkilometer von Gelnica entfernt.

## Geschichte

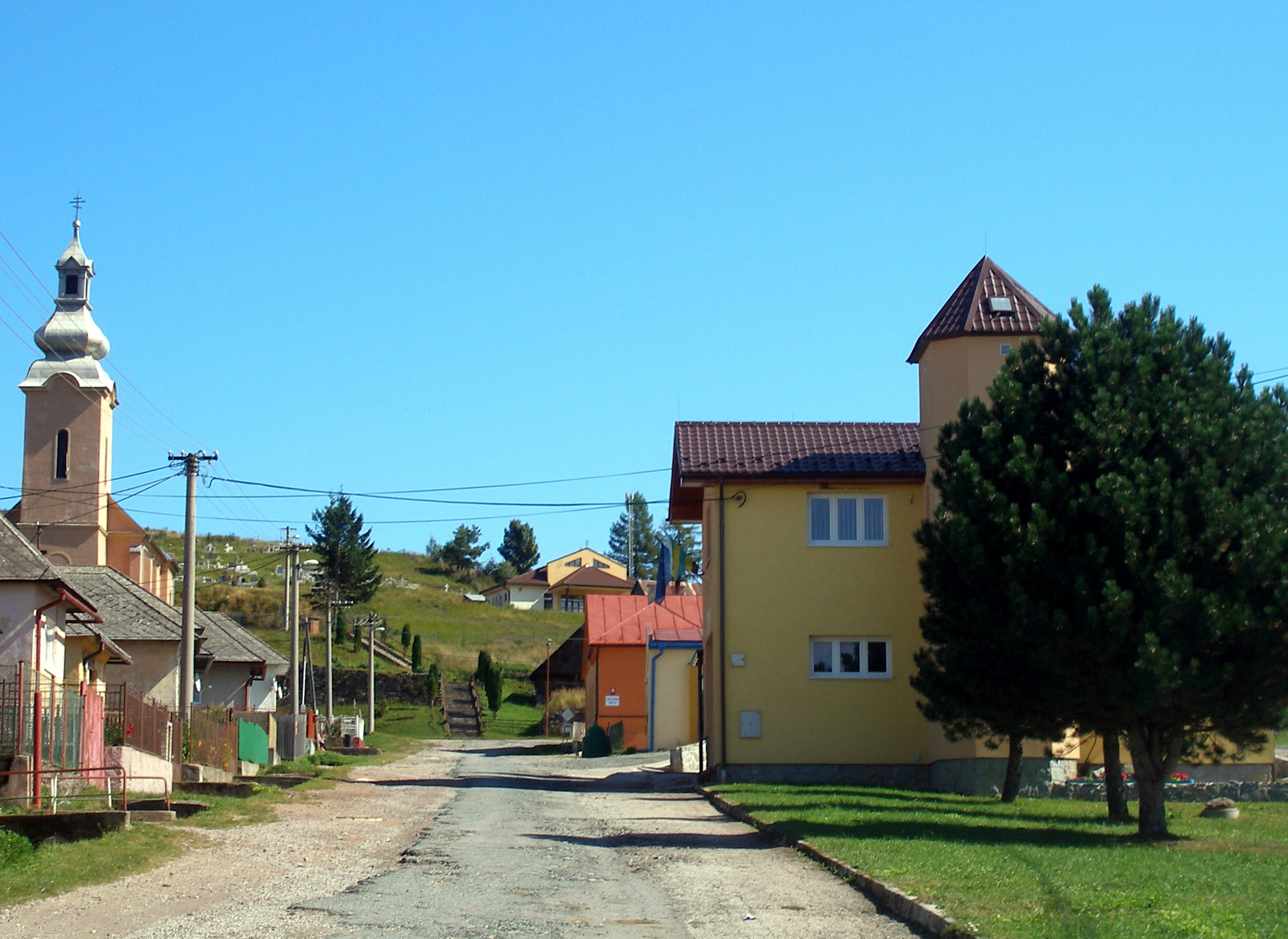
Ortsansicht und Kirche

Der Ort wurde zum ersten Mal 1352 schriftlich erwähnt und gehörte damals zum Geschlecht Mariássy. Die ursprünglichen Einwohner waren Slawen mit einigen Deutschen. Im 14. Jahrhundert gab es Eisenerz- und Kupferbergwerke. Zum Anfang des 16. Jahrhunderts wurden russinische Siedler Bevölkerungsmehrheit, nachdem die vorherigen Einwohner vermutlich das Dorf verließen. Die Russinen waren mehrheitlich Schafhirten sowie Wächter an einem Handelsweg von Buda nach Krakau. Im 18. Jahrhundert gab es zudem erneut Bergwerke, wo Kupfer, Gold und Silber abgebaut wurden. 1828 sind 105 Häuser und 685 Einwohner verzeichnet.

## Bevölkerung
| Jahr                | 1994 | 2004     | 2014    | 2024    |
| ------------------- | ---- | -------- | ------- | ------- |
| Anzahl der Personen | 537  | 606      | 613     | 634     |
| Unterschied         |      | +12,84 % | +1,15 % | +3,42 % |

| Jahr                | 2023 | 2024    |
| ------------------- | ---- | ------- |
| Anzahl der Personen | 616  | 634     |
| Unterschied         |      | +2,92 % |

Ergebnisse nach der Volkszählung 2001 (600 Einwohner):
| Nach Ethnie: - 66,67 % Slowaken - 22,23 % Zigeuner - 10,17 % Russinen | Nach Konfession: - 76,50 % griechisch-katholisch - 9,33 % orthodox - 9,00 % römisch-katholisch - 3,17 % konfessionslos |

## Bauwerke
- griechisch-katholische Michaelskirche aus den Jahren 1775–78
- zwei Kapellen
- Reste der ursprünglichen Volksarchitektur